# Purmo församling

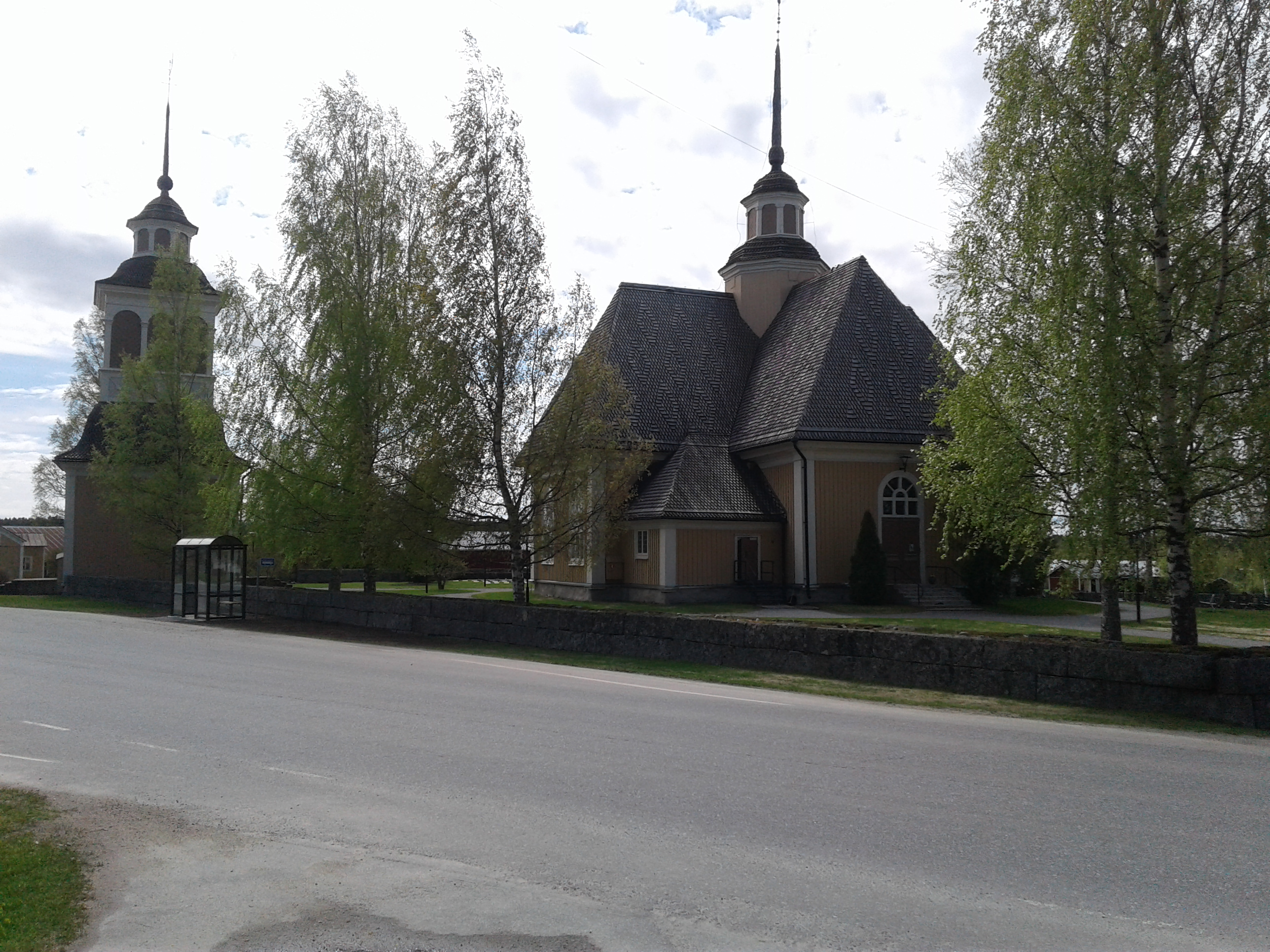
Purmo kyrka

Purmo församling var en församling i Pedersöre prosteri inom Borgå stift i Evangelisk-lutherska kyrkan i Finland. Församlingen består av de kyrkomedlemmar som bor i tidigare Purmo som uppgick i Pedersöre kommun 1977. Majoriteten (96,1 %) av de 1 124 medlemmarna (08/2018) är svenskspråkiga.
Församlingen avskildes 1865 från Pedersöre församling.
1.1.1977 ingick församlingen i Pedersörenejdens kyrkliga samfällighet.
Församlingen upphörde den 31.12.2019 när den tillsammans med Esse församling och Pedersöre församling bildade en ny Pedersöre församling.
Purmo kyrka är en träkyrka från 1772. Byggmästare var troligen Anders Hakola från Alahärmä.
Tf. kyrkoherde i församlingen när den upphörde var Tomas Portin.